# Kolejne 365 Dni
Kolejne 365 Dni és una pel·lícula de thriller eròtic del 2022 dirigida per Barbara Białowąs i Tomasz Mandes. És una seqüela de 365 dni: Ten dzień i està basada en la tercera novel·la d'una trilogia de Blanka Lipińska. És protagonitzada per Anna-Maria Sieklucka, Magdalena Lamparska, Rebecca Casiraghi i Michele Morrone. S'ha subtitulat al català.

## Repartiment
- Anna-Maria Sieklucka com a Laura Biel
- Magdalena Lamparska com a Olga
- Michele Morrone com a Don Massimo Torricelli
- Rebecca Casiraghi com a noia

## Producció
El rodatge havia de començar el 2021, a zones d'Itàlia i Polònia, amb Anna-Maria Sieklucka i Magdalena Lamparska repetint els seus papers de les dues primeres pel·lícules. També es va confirmar que Michele Morrone repetiria el seu paper.

## Alliberament
Kolejne 365 Dni es va estrenar el 19 d'agost de 2022 a Netflix, a Polònia i als Estats Units.